# Западная конференция (НБА)
Западная конференция Национальной баскетбольной ассоциации состоит из пятнадцати команд, разбитых на три дивизиона по пять команд в каждом.
Три победителя дивизионов, а также команда не победитель с лучшим соотношением побед/поражений в конференции получают номера от 1 до 4 в плей-офф в зависимости от количества побед. Еще четыре команды выходят в плей-офф, сделавших больше всех побед из оставшихся. Преимущество домашнего поля получают команды по количеству побед, а не по номеру посева. Таким образом, если команда № 4 и № 5 встретятся в плей-офф, если у № 5 будет больше побед, чем у № 4, то № 5 получит преимущество домашнего поля.
Причина такого посева заключается в том, что команда не победитель в одном из дивизионов может показать результаты лучшие, чем победители в других дивизионах. И если трёх победителей дивизионов сеять под номерами от 1 до 3 согласно их победам, а остальных сеять под номерами от 4 до 8, то тогда в полуфинале конференции могут встретится две лучшие команды конференции. Такое случилось в 2006 году, когда в полуфинале конференции встретились две лучшие команды конференции Сан-Антонио Спёрс и Даллас Маверикс, выступающие в Юго-западном дивизионе. В то же время, победитель Северо-западного дивизиона Денвер Наггетс сделал меньше побед, чем 4й, 5й, 6й и 7й номера посева. Таким образом, введение существующей системы обеспечивает встречу двух лучших команд конференции только в финале конференции.
Плей-офф западной конференции разделен на два предварительных раунда, после чего проходит финал конференции. Победитель финала конференции встречается с победителем Восточной конференции в финале чемпионата за чемпионство НБА. Все игры плей-офф играются до четырех побед.
Текущее деление на дивизионы было утверждено перед сезоном 2004/05. В этом сезоне к НБА присоединилась новая тридцатая команда Шарлотт Бобкэтс. Это потребовало перехода Нью-Орлеан Хорнетс из Центрального дивизиона Восточной конференции в новосозданный Юго-западный дивизион Западной конференции.

## Текущее разделение
Текущее разделение Западной конференции:

| Северо-Западный дивизион - Портленд Трэйл Блэйзерс - Миннесота Тимбервулвз - Оклахома-Сити Тандер - Денвер Наггетс - Юта Джаз | Юго-Западный дивизион - Даллас Маверикс - Хьюстон Рокетс - Мемфис Гриззлис - Нью-Орлеан Пеликанс - Сан-Антонио Спёрс | Тихоокеанский дивизион - Голден Стэйт Уорриорз - Лос-Анджелес Клипперс - Лос-Анджелес Лейкерс - Финикс Санз - Сакраменто Кингз |

### Бывшие команды
Исчезнувшие

| - Андерсон Пэкерз - Балтимор Буллетс - Chicago Stags - Cleveland Rebels - Денвер Наггетс (1949—1950) | - Detroit Falcons - Индианаполис Джетс - Индианаполис Олимпианс - Pittsburgh Ironmen | - Сиэтл Суперсоникс - Шебойган Рэд Скинс - Сент-Луис Бомберс - Washington Capitols - Уотерлу Хокс |

Переехавшие в Восточную конференцию
- Чикаго Буллз
- Детройт / Форт-Уэйн Пистонс
- Атланта / Милуоки / Сент-Луис Хокс (называлась «Три-Ситис Блэкхокс» до 1951 года)
- Индиана Пэйсерс
- Милуоки Бакс
- Майами Хит
- Орландо Мэджик

## Чемпионы Западной конференции
До 1970 года Западная конференция называлась Западным дивизионом
| - 1947: Чикаго Стэгс - 1948: Балтимор Буллетс - 1949: Миннеаполис Лейкерс - 1950: Индианаполис Олимпианс - 1951: Рочестер Ройалс - 1952: Миннеаполис Лейкерс - 1953: Миннеаполис Лейкерс - 1954: Миннеаполис Лейкерс - 1955: Форт Вэйн Пистонс - 1956: Форт Вэйн Пистонс - 1957: Сент-Луис Хокс - 1958: Сент-Луис Хокс - 1959: Миннеаполис Лейкерс - 1960: Сент-Луис Хокс - 1961: Сент-Луис Хокс - 1962: Лос-Анджелес Лейкерс - 1963: Лос-Анджелес Лейкерс - 1964: Сан-Франциско Уорриорз - 1965: Лос-Анджелес Лейкерс - 1966: Лос-Анджелес Лейкерс - 1967: Сан-Франциско Уорриорз | - 1968: Лос-Анджелес Лейкерс - 1969: Лос-Анджелес Лейкерс - 1970: Лос-Анджелес Лейкерс - 1971: Милуоки Бакс - 1972: Лос-Анджелес Лейкерс - 1973: Лос-Анджелес Лейкерс - 1974: Милуоки Бакс - 1975: Голден Стэйт Уорриорз - 1976: Финикс Санз - 1977: Портленд Трэйл Блэйзерс - 1978: Сиэтл Суперсоникс - 1979: Сиэтл Суперсоникс - 1980: Лос-Анджелес Лейкерс - 1981: Хьюстон Рокетс - 1982: Лос-Анджелес Лейкерс - 1983: Лос-Анджелес Лейкерс - 1984: Лос-Анджелес Лейкерс - 1985: Лос-Анджелес Лейкерс - 1986: Хьюстон Рокетс - 1987: Лос-Анджелес Лейкерс - 1988: Лос-Анджелес Лейкерс | - 1989: Лос-Анджелес Лейкерс - 1990: Портленд Трэйл Блэйзерс - 1991: Лос-Анджелес Лейкерс - 1992: Портленд Трэйл Блэйзерс - 1993: Финикс Санз - 1994: Хьюстон Рокетс - 1995: Хьюстон Рокетс - 1996: Сиэтл Суперсоникс - 1997: Юта Джаз - 1998: Юта Джаз - 1999: Сан-Антонио Спёрс - 2000: Лос-Анджелес Лейкерс - 2001: Лос-Анджелес Лейкерс - 2002: Лос-Анджелес Лейкерс - 2003: Сан-Антонио Спёрс - 2004: Лос-Анджелес Лейкерс - 2005: Сан-Антонио Спёрс - 2006: Даллас Маверикс - 2007: Сан-Антонио Спёрс - 2008: Лос-Анджелес Лейкерс - 2009: Лос-Анджелес Лейкерс | - 2010: Лос-Анджелес Лейкерс - 2011: Даллас Маверикс - 2012: Оклахома-Сити Тандер - 2013: Сан-Антонио Спёрс - 2014: Сан-Антонио Спёрс - 2015: Голден Стэйт Уорриорз - 2016: Голден Стэйт Уорриорз - 2017: Голден Стэйт Уорриорз - 2018: Голден Стэйт Уорриорз - 2019: Голден Стэйт Уорриорз - 2020: Лос-Анджелес Лейкерс |

Чемпионы НБА выделены жирным